# Ibrahim Boubacar Keïta
Ibrahim Boubacar Keïta   (Koutiala, 29 de gener de 1945 - Bamako, 16 de gener de 2022) va ser un polític i president de Mali. Va ser ambaixador de Mali entre 1992 i 1993, Primer Ministre de Mali entre 1994 a 2000 i President de l'Assemblea Nacional de Mali des de 2002 a 2007. Va fundar un partit polític, "Assemblea per Mali" en 2001, i va dirigit el partit des de llavors. El 12 d'agost de 2013, Keïta va ser escollit com a president del país.
El 18 d'agost de 2020 va ser arrestat per militars que estaven duent a terme un cop d'estat. Com a conseqüència Ibrahim Boubacar Keïta es va veure obligat a dimitir i a dissoldre el govern i el parlament.